# Tyren Kroos
Pour les articles homonymes, voir Kroos.
Pas d'image ? Cliquez ici

a Compétitions nationales et continentales officielles uniquement.

b Matchs officiels uniquement.
Dernière mise à jour le 10 février 2023.
Tyren Kroos, né le 14 février 2000 à Lisse (Pays-Bas), est un joueur néerlando-surinamais de rugby à XV qui évolue au poste de centre. 

## Biographie
Tyren Kroos naît à Lisse aux Pays-Bas mais il a également des origines surinamaises. Il débute le rugby à l'âge de 6 ans, au sein du RC The Bassets à Sassenheim, puis rejoint le Haagsche RC (nl). Au lycée, il  est invité à rejoindre la Northwood School (en) à Durban. Ne se plaisant pas en Afrique du Sud, il décide de rentrer en Europe à la suite de l'achèvement de son cursus. Courtisé par des clubs anglais et français, il choisit finalement d'intégrer l'académie du SU Agen, qui évolue en Espoirs. Il fait ses débuts professionnels lors du Supersevens 2020, mais effectue ses grands débuts en Top 14 lors d'un match face au Lyon OU le 8 novembre 2020. Il devient ainsi le deuxième néerlandais à prendre part à un match de Top 14 après Zeno Kieft.
Début 2021, il est titularisé pour la première fois avec Agen. Il est alors décrit comme « [présentant] plus un profil de numéro 12 puissant », mais « ses qualités d’appuis lui permettant de prendre les extérieures et donc d’évoluer en tant que second centre ». Quelques jours plus tard, il est annoncé une prolongation de son contrat de deux saisons avec Agen.
Il n'obtient pas de temps de jeu en équipe première la saison suivante, mais devient international à l'occasion d'un test match face au Zimbabwe. Il rentre aux Pays-Bas en 2022, rejoignant le RFC Haarlem, puis retrouve le club de son enfance, le Haagsche RC, en 2023.

## Statistiques

### En club
| 2020-2021 | SU Agen | 2 | 0 |
| 2020-2021 | Total   | 2 | 0 |